# John Barclay
John Barclay (28 de enero de 1582-15 de agosto de 1621) fue un satirista escocés y un poeta latino.

## Biografía
Nació en Pont-à-Mousson, Lorena, Francia, dónde su padre, William Barclay, ocupaba el cargo de abogado civil. Su madre, francesa, venía de una buena familia. Se educó primeramente en el Colegio Jesuita. Mientras estuvo allí, a los diecinueve años, escribió un comentario en el Thebais de Estacio.En 1603 se mudó a Londres con su padre. Barclay mantuvo persistentemente su nacionalidad escocesa en su ambiente francés, y encontró en la subida al trono de Jacobo VI y I una oportunidad que no dejaría escapar. 
No permaneció mucho tiempo en Inglaterra, donde se supone que publicó la primera parte de su Euphormionis Satyricon contra los Jesuitas. En 1605, cuando la segunda edición del libro apareció en París, él estaba allí, habiendo pasado algún tiempo en Angers, y siendo ahora el marido de una francesa, Louise Debonaire. Volvió a Londres con su mujer en 1606, y allí publicó su Sylvae, una colección de poemas en latín. En el siguiente año, la segunda parte del Satyricon apareció en París. 
En 1609 editó el De Potestate Papae, un tratado antipapal de su padre, que había muerto el año anterior, y en 1611 publicó su Apología o "tercera parte" del Satyricon, como respuesta a los ataques jesuitas. Un mal llamada "cuarta parte," con el título de Icon Animorum, describiendo el carácter y los modos de las naciones europeas, apareció en 1614. Se dice que a Jacobo I le gustaban sus escritos, pero no hay suficientes referencias disponibles. En 1616 fue a Roma, por alguna razón desconocida, y residió allí hasta su muerte el 15 de agosto de 1621. 
Parece que tuvo muy buenas relaciones con la Iglesia y notablemente con el cardenal Belarmino; en 1617 publicó, en una imprenta de Colonia, el Paraeneis ad Sectarios, un ataque a la posición del Protestantismo. El esfuerzo literario de sus últimos años fue su trabajo más conocido: Argenis, una novela política escrita originariamente en latín como sus otras obras, que se parece en ciertos aspectos a la Arcadia de Philip Sidney, y a la Utopía de Tomás Moro. Barclay acabó el Argenis quince días antes de su muerte, de la cual se dice que fue acelerada con veneno. 
Barclay influyó muy notablemente en el escritor español del Barroco Baltasar Gracián (1601-1658), que lo citó con alabanza en muchas de sus más notables obras, como, por ejemplo, El Criticón.
El poema de Richard Crashaw, "Description of a Religious House and Condition of Life", que comienza así: "No roofs of gold o'er riotous tables shining,/Whole days and suns devour'd with endless dining;" fue traducido como "Fuera de Barclay".
En 1616 se trasladó a Roma, donde residió hasta su muerte, el 15 de agosto de 1621, a la edad de 39 años.